# 国学院大学北海道短期大学部
国学院大学北海道短期大学部（日语：／ Kokugakuin Daigaku Hokkaidō Tanki Daigakubu *）是一所位于日本北海道泷川市的私立短期大学。前身是国学院短期大学（日语：／ Kokugakuin Tanki Daigaku *）。

## 概要

### 简介
- 短期大学为于1982年开办[1]、由学校法人国学院大学经营[2]。为男女同校从1991年。

### 历史
- 1982年 国学院女子短期大学成立并同时设置三个学科、以下列举[1]。
  - 日文科
  - 英语科
  - 幼儿教育科
- 1991年 改校名为国学院短期大学。开始招収男学生[1][2]。
- 1995年 两个专攻成立于专科、以下列举[3]。
  - 日文专攻
  - 英语专攻
- 2000年 福利专攻成立于专科。三个学科改名为、以下列举[2]。
  - 日文科→日文学科
  - 英语科→英语传播学科
  - 幼儿教育科→幼儿教育学科
- 2006年 幼儿教育学科改编为幼儿·儿童教育学科[2]。
- 2008年 传播学科改编为总合教养学科[2]。
- 2009年 改校名为国学院大学北海道短期大学部[1][2]。

## 学校环境
- 校区：在北海道泷川市

## 历任校长
- 田边正男：第一代短期大学校长[4]。
- 田村弘：现在短期大学校长[5]

## 组织

### 学科
- 日本文学科
- 总合教养学科
- 幼儿·儿童教育学科

### 专科
| - 福利专攻 |

### 前专科
| - 日文专攻 - 英语专攻 |

### 业余课程
| - 没有 |

### 附属机关
| - 图书馆 |

## 相关链接
- 日本短期大学列表
- 国学院大学栃木短期大学